# Schulgebäude Gitterseer Straße 28

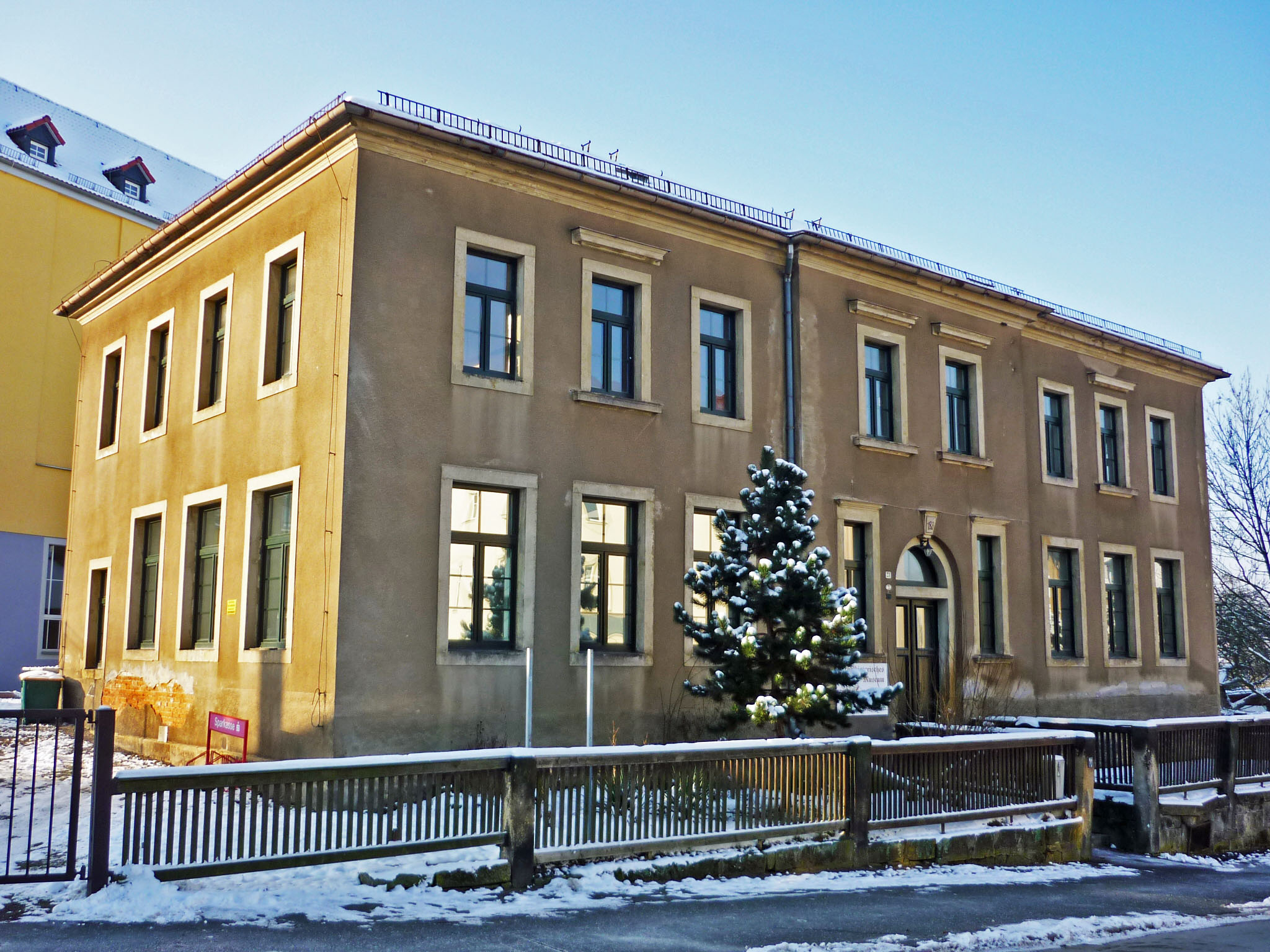
Ansicht 2014 von der Gitterseer Straße aus

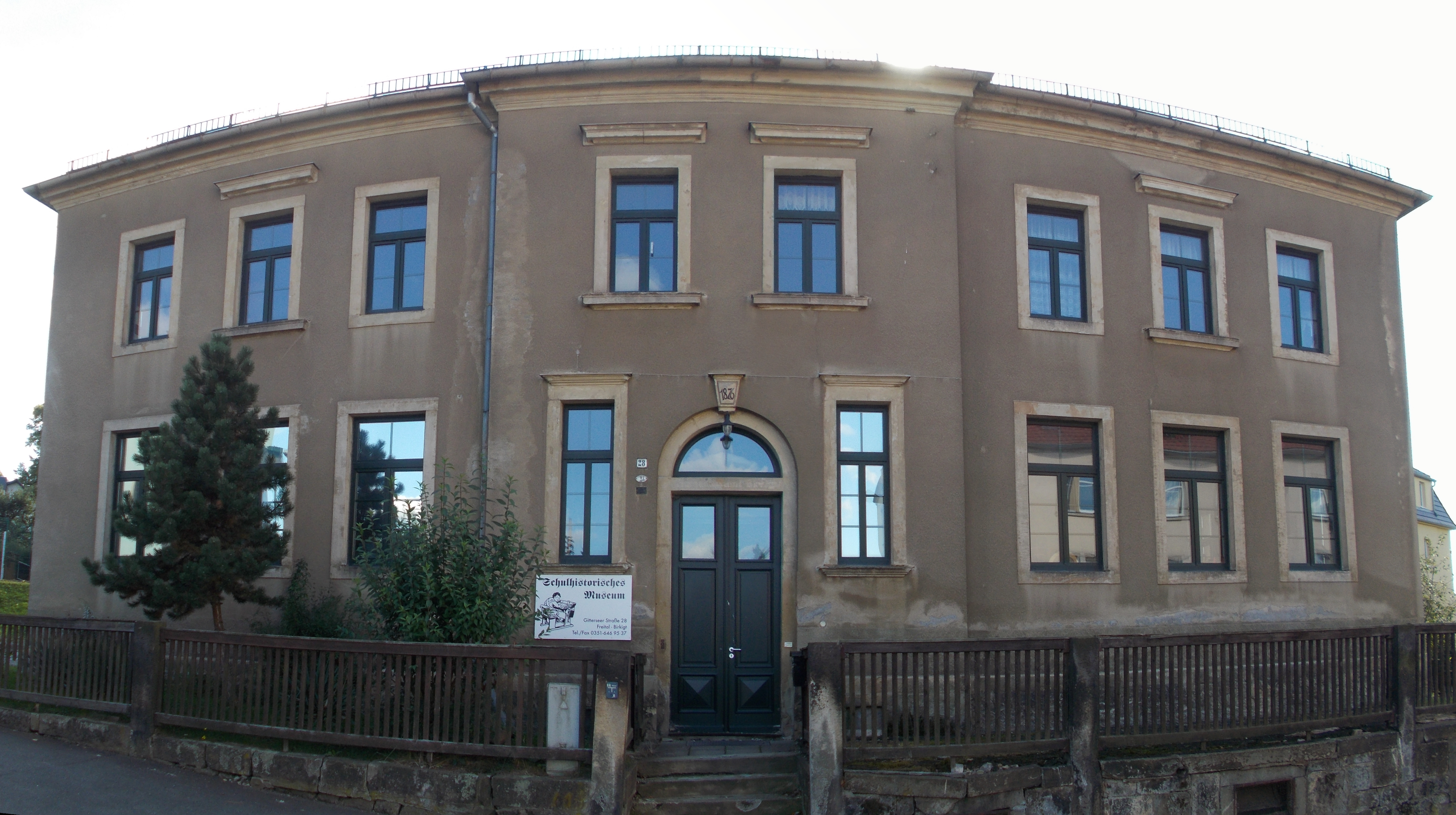
Frontalansicht im September 2013

Das Schulgebäude auf der Gitterseer Straße 28 im Freitaler Stadtteil Birkigt beherbergte einst die erste Schule des Ortes, später das Gemeindeamt und das „Schulhistorische Museum Freital“. Es stand vom 9. Februar 1999 bis zum Abriss im Februar 2018 unter Denkmalschutz.

## Geschichte
Das zweigeschossige Gebäude wurde im Jahr 1876 durch die Gemeinde Birkigt errichtet. Der Grundstein wurde am 20. März 1876 gelegt, am 27. September wurde die neue Schule eingeweiht. Es handelt sich um den ersten Schulbau der Gemeinde, deren Kinder nun nicht mehr bis nach Potschappel zur Schule gehen mussten. Ursprünglich befand sich auf dem Dach ein kleiner Turm mit privat gestifteter Uhr und Schlagwerk. Neben den Unterrichts- und Wohnräumen gab es zeitweise auch eine Lehrküche in der Schule. Der rasche Anstieg der Einwohnerzahl Birkigts führte jedoch bald zur kapazitären Aus- und Überlastung des Bauwerks, sodass 1898 in unmittelbarer Nachbarschaft ein weiteres Schulgebäude errichtet wurde. Dieser zweite Bau beherbergt noch heute die Ludwig-Richter-Grundschule Freital-Birkigt. Der alte Schulbau diente der Gemeinde ab 1898 bis zur Eingliederung nach Freital 1923 als Amtsgebäude, einige Räume wurden noch bis 1996 zur Lehre genutzt.
Im Zweiten Weltkrieg nahm das Gebäude während des Luftangriffes auf Birkigt am 24. August 1944 Schaden. Der Unterricht wurde deshalb zeitweise in Burgk durchgeführt. Zudem waren während des Krieges etwa 100 amerikanische Kriegsgefangene in dem Schulgebäude untergebracht.
Im Jahr 1994 begann mit der privat initiierten Sanierung eines Klassenzimmers und dem Sammeln schulhistorischer Dokumente aus der Region die Einrichtung eines Schulmuseums. 1996 wurde das nach geschichtlichem Vorbild ausgestattete Klassenzimmer für Besucher eröffnet. Später vergrößerte sich die Ausstellungsfläche auf über 100 m². Im Jahr 1997 gründete sich der „Verein zur Förderung des Schulhistorischen Museums Freital e. V.“ aus elf Mitgliedern, der das Museum weiter betrieb.
Seit dem 1. Dezember 2011 ist das Schulhistorische Museum Freital geschlossen. Nach Auskünften des Fördervereins ließen sich die Kosten wegen zurückgegangener Fördermittel nicht mehr decken. Außerdem fehlte es an ehrenamtlich tätigem Personal für die Betreuung der Ausstellung. Teile der Ausstellung sind ab Mai 2017 in den Städtischen Sammlungen Freital im „Schulhistorischen Kabinett“ auf Schloss Burgk untergebracht.
Am 3. August 2016 wurde die Abbruchgenehmigung für das Gebäude erteilt, um hier einen Neubau für die benachbarte Grundschule errichten zu können. Im Februar 2018 wurde es abgerissen.